# Atari-Heimcomputer
| QS-Informatik | Dieser Artikel wurde wegen inhaltlicher Mängel auf der Qualitätssicherungsseite der Redaktion Informatik eingetragen. Dies geschieht, um die Qualität der Artikel aus dem Themengebiet Informatik auf ein akzeptables Niveau zu bringen. Hilf mit, die inhaltlichen Mängel dieses Artikels zu beseitigen, und beteilige dich an der Diskussion! (+) Begründung: Überarbeitung notwendig: Fließtext, Belege, Verletzung von NPOV (Spiele und Programmiersprachen einstweilen auskommentiert), Fettschreibung im Fließtext überflüssig. Knurrikowski (Diskussion) 14:49, 11. Apr. 2016 (CEST) |

Bei den Atari-Heimcomputern handelt es sich um eine Serie früher, untereinander weitgehend kompatibler 8-Bit-Heimcomputer der Firmen Atari, Inc. und Atari Corporation aus Sunnyvale, Kalifornien, Vereinigte Staaten. Allen Rechnern der Atari-Heimcomputer-Serie ist gemeinsam, dass sie auf dem Ende der 1970er Jahre weit verbreiteten Hauptprozessor MOS Technology 6502 basieren und zusätzlich vom Hersteller unter der Leitung von Jay Miner eigenentwickelte Custom Chips zur Grafik- und Tonerzeugung verwenden. Diese elektronischen Spezialbausteine verhalfen den Rechnern zu einer bei Erscheinen der Computer überdurchschnittlichen Leistungsfähigkeit. Sie waren damit die ersten Heimcomputer, die mit speziellen Co-Prozessor-Chips entwickelt wurden.
Die Markteinführung erfolgte im Jahr 1979. Im Dezember 1991 wurde die Produktion eingestellt und im Folgejahr der Support. Die verschiedenen Modelle der Atari-8-Bit-Heimcomputer-Serie fanden große Verbreitung, insbesondere in Nordamerika und Europa. Es wurden in den Jahren 1979 bis Sommer 1985 zwei Millionen Geräte verkauft. Die Serien 400/800 (ab 1979), XL (ab 1983) und XE (ab 1985) unterscheiden sich hauptsächlich durch ihre Gehäuseform und das Betriebssystem, aber auch durch kleinere technische Details wie RAM-Konfiguration, die Anzahl der Joystickanschlüsse und die Art der Tastatur.

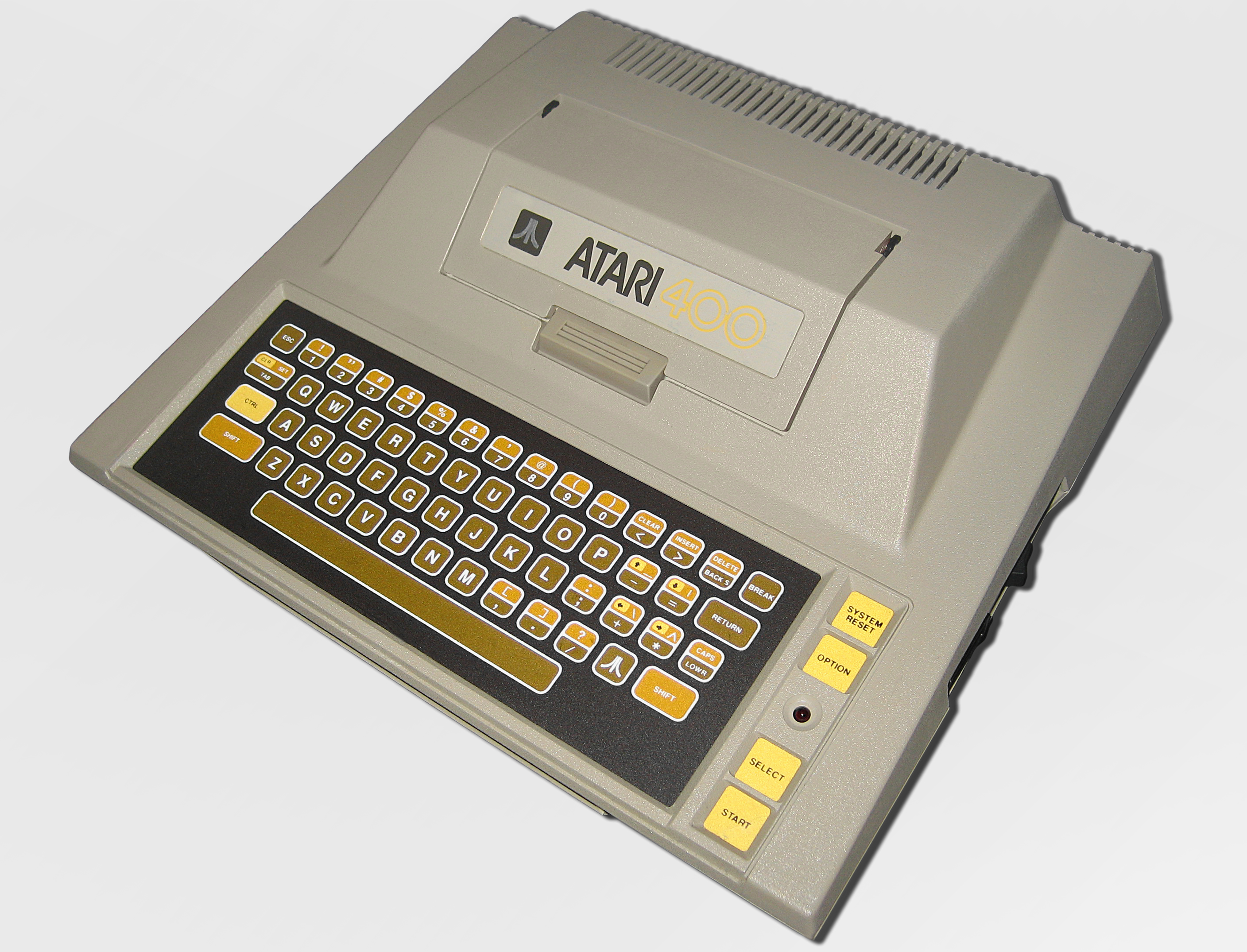
Atari 400 (1979)

## Atari 400 und 800

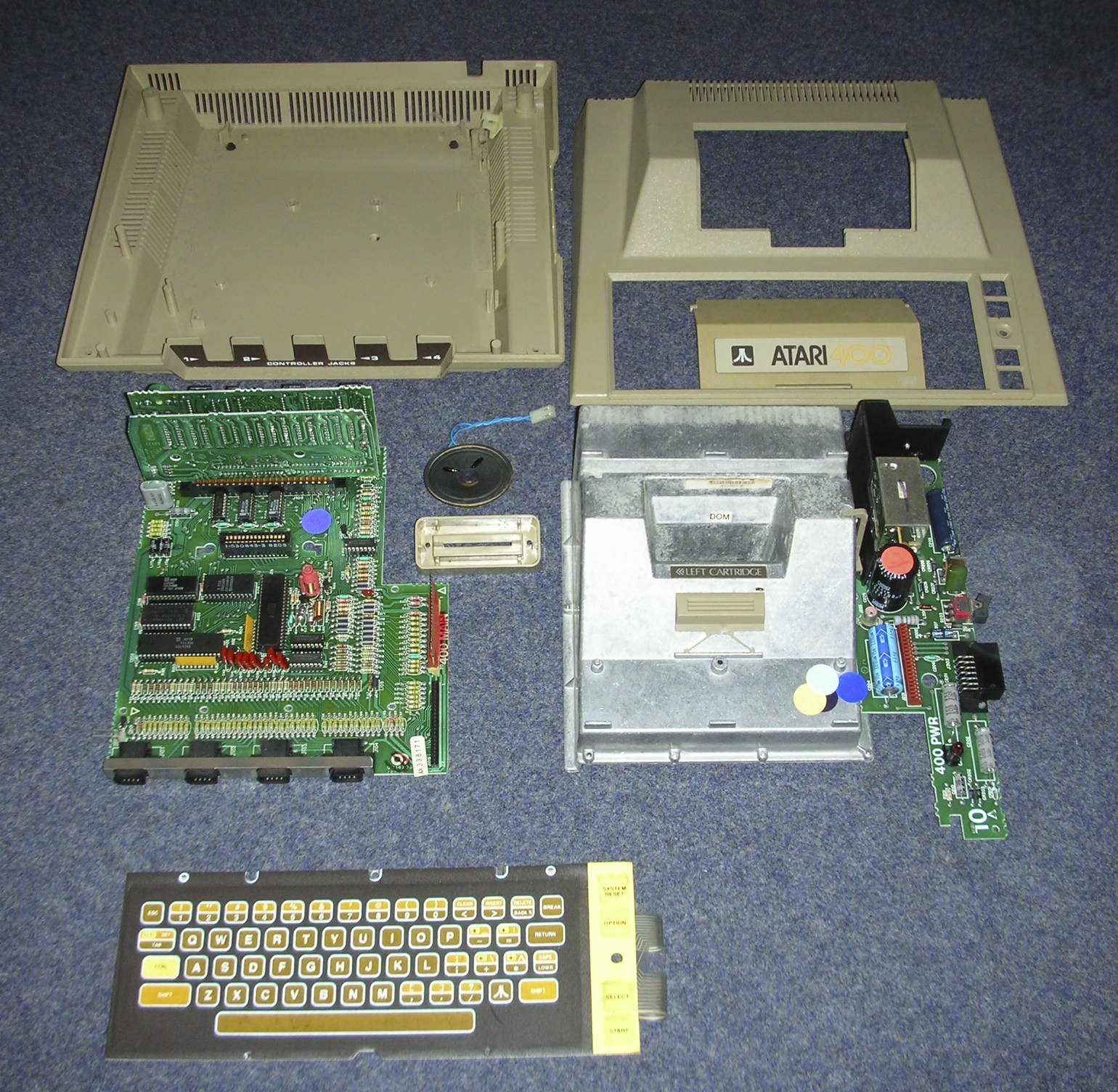
Atari 400 in Einzelteilen

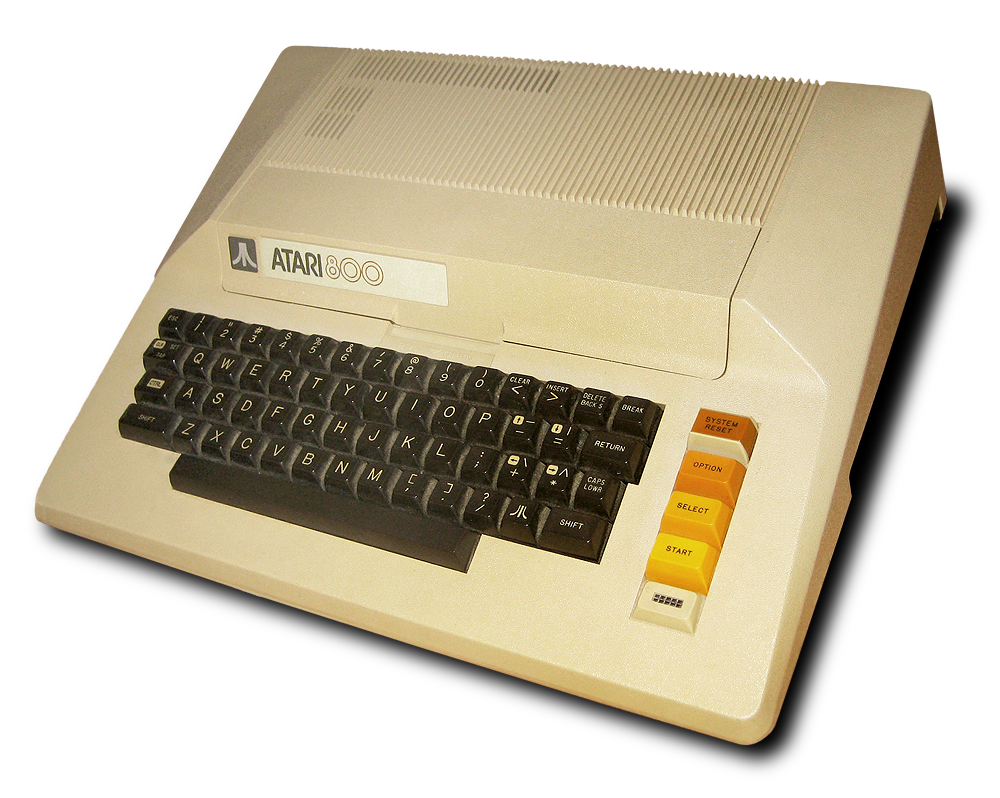
Atari 800

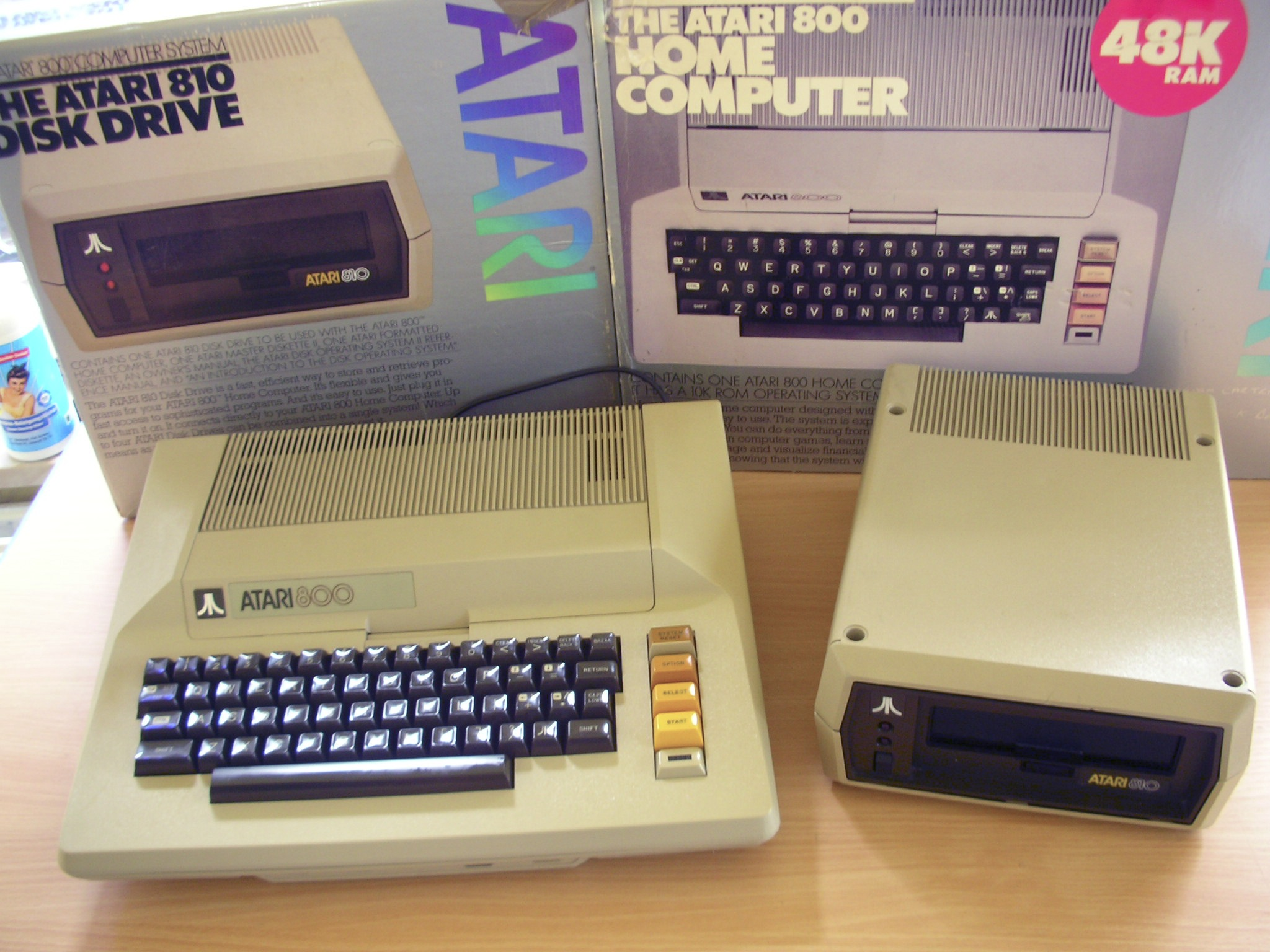
Atari 800 mit Floppy 810

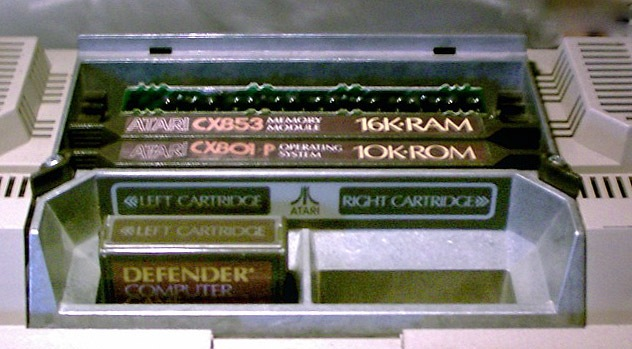
Atari 800, Modulraum, Detailansicht

Ab Ende 1977 entwickelte die bis dato nur in den Branchen Videospiele und Arcade-Automaten tätige Firma Atari ihre eigene 6502-CPU-basierte Heimcomputer-Modellreihe: das Einsteigermodell Atari 400 mit Folientastatur und zunächst lediglich 8 KB RAM (später 16 KB RAM standardmäßig) und den für gehobenere Ansprüche gedachten, aufrüstbaren Atari 800 mit bis zu 48 KB RAM und Schreibmaschinentastatur. Im Gegensatz zu den Konkurrenzprodukten von Apple, Tandy und Commodore wurden die ab Ende 1979 erhältlichen Atari-Rechner mit leistungsfähigeren und leichter zu programmierenden elektronischen Spezialbausteinen (ANTIC, CTIA bzw. GTIA bei neueren Geräten, POKEY) ausgestattet. Die Geräte enthalten zudem vier Anschlüsse für Joysticks im Gegensatz zu den Modellen der Konkurrenz, die erst kostenintensiv nachgerüstet werden mussten. Die Atari 400/800-Heimcomputer waren die ersten Geräte im Heimbereich, die über eine „intelligente“ Anbindung der Peripheriegeräte, den so genannten Atari SIO-Bus, verfügten.
Eine gut abgestimmte Palette an Zubehör, Spielen, Anwendungsprogrammen, Programmiersprachen, ausgezeichnete Kundenbetreuung, die Einbindung anderer Anbieter und die gezielte Platzierung der Computer in Bildungseinrichtungen trugen maßgeblich zum Erfolg dieser Baureihe vom Erstverkauf im Jahre 1979 an bei. Die Produktion wurde 1983 eingestellt.

### Peripheriegeräte von Atari

#### Datenspeicherung
- Kassettenstation 410 (Übertragungsrate: 600 Baud; simultaner Audio- und Datenkanal; Speicherkapazität: ca. 100 KB pro 60-min-Kassette)
- Diskettenstation 810 (Diskettenformat: 5¼ Zoll; Übertragungsrate: 19.200 Baud; Speicherkapazität: 90 KB pro Diskettenseite)
- Diskettenstation 815 (nur kurzzeitig hergestellt und verkauft; Diskettenformat: 2 × 5¼"; Übertragungsrate: 19.200 Baud; Speicherkapazität: 180 KB pro Diskette)

Atari bot zwei Floppy-Modelle für seine Computer an. Für deren Betrieb ist ein Minimum von 16 KB RAM erforderlich. Es können bis zu vier Diskettenstationen angeschlossen werden (IDs 0–3), die Einstellung der Laufwerks-ID erfolgt über einen schwarzen und weißen Schiebeschalter, die von der Rückseite aus mit einem spitzen Gegenstand betätigt werden können.
Die Diskettenstation 810 kann bis zu 88.375 Byte für Daten und Programme pro Diskettenseite speichern. Ein eigener Mikroprozessor 6507 steuert den Lese- und Schreibbetrieb. Schaltet man die Betriebsspannung des Atari 800 aus und dann wieder ein, wird automatisch die Diskette auf 0 gesetzt und der Ladevorgang beginnt. Die 5¼"-Diskette ist in 720 Sektoren unterteilt. Es wird ein CRC (cyclic redundancy check) durchgeführt, der 13 Sektoren auf der Diskette für sich beansprucht.
Die Diskettenstation 815 beinhaltet zwei Systeme für 5¼"-Disketten. Hier lassen sich auf jeder 178 KB an Daten und Programmen abspeichern. Wie bei dem 810-Modell steuert auch hier ein Mikroprozessor den gesamten Ablauf des Lese- und Schreibvorganges.
Die 810 und die 815 sind nicht kompatibel im Aufzeichnungsformat, keine von ihnen kann Disketten lesen, die mit dem anderen Laufwerk aufgezeichnet wurden.
Beide Laufwerke beschreiben nur eine Diskettenseite. Die Verwendung der Rückseite ist durch Wenden möglich.

#### Drucker
- Nadeldrucker 820 (s/w; 5×7 Matrix; 40 Zeichen pro Zeile)

Dieser Drucker erhält von dem Computer oder von dem Schnittstellenmodul 850 seine Daten seriell. Im Drucker befindet sich ein Mikroprozessor vom Typ 6507, einem verkleinerten 6502. Ein weiterer Baustein 6532 hat ein internes RAM mit 128 Byte und 16 Ein- und Ausgängen. Die Steuerung der Software übernimmt ein 2K-ROM. Auf einer Zeile werden maximal 40 Symbole pro Sekunde von einer 5×7-Drucker-Matrix auf das Papier gebracht. Das Papier ist Standard und auf einer Rolle untergebracht.
- Thermodrucker 822 (s/w; 5×7 Matrix; 40 Zeichen pro Zeile; benötigt Spezialpapier)

Dieser Drucker erhält seine Daten seriell vom Computer oder Schnittstellenmodul. Die Druckgeschwindigkeit liegt bei 37 Symbolen pro Sekunde. Die Breite pro Symbol beträgt 2,53 mm, und es werden 40 Symbole pro Zelle gedruckt. Neben den Symbolen ist auch ein Grafikdruck möglich. Die Symbole sind durch den ASCII-Satz auf 96 Zeichen festgelegt. Der Druck erfolgt mittels einer 5×7-Matrix auf Thermopapier, da der Druck thermisch erfolgt. Durch den internen Mikroprozessor lässt sich das Papier vor- und rückwärts transportieren. Für den Hobbyanwender dürfte dies der richtige Drucker sein.
- Nadeldrucker 825 (s/w; 7×8 Matrix; 80 Zeichen pro Zeile; erfordert das Schnittstellenmodul 850 zum Betrieb)

Dieser Drucker ist speziell für die Textverarbeitung. Die Schreibbreite beträgt etwa 100 mm und hat vier verschiedene Betriebsarten:
- Symbolbreite 2,54 mm (Normalschrift)
- Symbolbreite 1,52 mm (Schmalschrift)
- Proportionalschrift
- Breitschrift

Der Druck wird durch einen Mikroprozessor im Gerät gesteuert. Der Druckkopf ist mit einer 7×8-Matrix ausgestattet, wobei eine Normal- und Schmalschrift entsteht. Pro Zeile ergeben sich dadurch 80 oder 132 Zeichen. Die einzelnen Symbole sind nach dem ASCII-Standard festgelegt, und es stehen 96 Charakter zur Verfügung. Die Druckgeschwindigkeit liegt bei 50 Zeichen pro Sekunde. Die eingehenden ASCII-Zeichen werden in einem Datenbuffer eingeschrieben und zwischengespeichert. Insgesamt lassen sich etwa 1200 Zeichen speichern. Der Mikroprozessor steuert den gesamten Ablauf.
Der Drucker kann nur in Verbindung mit dem Schnittstellenmodul 850 arbeiten, der den geeigneten 7-Bit ASCII-Code mit den entsprechenden Leerzeichen erstellen kann.

#### Datenfernübertragung
- Akustikkoppler 830 (erfordert Atari 850 Schnittstellenbaustein zum Betrieb)

Für die Datenübertragung per Telefon wurde dieser Koppler entwickelt. Der Akustik-Koppler wird an dem Schnittstellenmodul angeschlossen und erhält seriell seine Daten. Dieser setzt die Daten nach der Frequenzumtast-Methode (FSK = frequency shift keying) um. Die Übertragungsrate liegt bei 300 bit pro Sekunde. Mit dem Koppler werden Daten auf das Telefon gegeben und empfangen. Die Übertragung ist kompatibel zu der Bell-Serie 103 und 113.
Bei der Übertragung eines 1-Signales, einer Marke (mark), ertönt ein 1270-Hz-Ton und bei einem 0-Signal, einem Leerzeichen (space), ein 1070-Hz-Ton. Die Antwort beträgt 2225 Hz bei einem 1-Signal und 2025 bei einem 0-Signal.
Als Kontrollfunktionen steht „FULL“ für Voll-Duplex, „HALF“ für Halb-Duplex, „TEST“ für den Tontest, „ANS“ für den Antwort-Betrieb, „OFF“ für das MODEM-Ein und „ORIG“ für den Ursprung-Betrieb.
- Modem 835 (Übertragungsrate: 300 Baud)

#### Sonstige Peripherie (Auswahl)
- Schnittstellenmodul 850 (4 RS-232- und 1 Centronics-Schnittstellen)

An der Vorderseite dieses Gerätes befinden sich zwei Verbindungsbuchsen (I/O-Connectors), mit denen der Computer zu verbinden ist. An der Rückseite stehen dann dem Anwender vier serielle Schnittstellen zur Verfügung. Auf der rechten Seite ist eine parallele Schnittstelle.
Die seriellen Schnittstellen entsprechen der EIA-RS-232C-Norm. Dadurch können bis zu vier Geräte parallel betrieben werden. Dies entspricht vier 20-mA-Stromschleifen. Die parallele Schnittstelle ist 8 Bit breit und entspricht den Centronics-Typ. Hier wird auch der Drucker 825 angeschlossen.
Durch dieses Schnittstellenmodul ist ein Voll-Duplex-Betrieb möglich. Die Baudraten sind programmierbar und liegen bei 75, 110, 134,5, 150, 300, 600, 1200, 1800, 2400, 4800 und 9600 Bit pro Sekunde. Die Baudot-Geschwindigkeit ist 60, 66, 75 und 100 Worte pro Minute.
Bei der seriellen Übertragung von Daten ergibt sich ein standardmäßig asynchrones Start/Stopp-Bit. Die Übertragung ist ASCII-Standard und die Baudot-Unterstützung für RTTY (radio teletype) ausgelegt.
Die Stopp-Bit sind programmierbar, entweder ein oder zwei Bit. Durch eine Prüfbitsummenbildung mit einer geraden oder ungeraden Parität wird die Datenübertragung auf Wunsch noch sicherer. Die maximale Übertragungslänge auf Kabeln liegt bei etwa 15 Metern.
- Lichtgriffel CX70
- Numerischer Tastenblock CX85
- Speichererweitungsmodule CX852 (8 KB RAM) und CX853 (16 KB RAM)
- Maltafel Atari CX77

### Peripheriegeräte von anderen Anbietern (Auswahl)

#### Datenspeicherung
- Indus GT Diskettenlaufwerk (Übertragungsrate: 72.000 Baud mit SpartaDOS X, 37.000 Baud mit DOS XL; Speicherkapazität: 180 KB pro Diskette)
- Percom Diskettenlaufwerke
- Rana Diskettenlaufwerk
- Amdek Diskettenlaufwerk
- Astra Diskettenlaufwerk
- Corvus Festplattensystem (5, 10 oder 20 MByte; wird über zwei Joystickanschlüsse betrieben; nur für Atari 800)
- SupraDrive Atari Hard Disk (10 oder 20 MByte)

#### Drucker
- Nadeldrucker Axiom GP-550AT von Seikosha (Atari-Schnittstelle eingebaut)
- Thermodrucker Okidata Okimate 10 Personal Color Printer (26 Farben)

#### Sonstige Peripherie
- ATR8000: CP/M-Einheit, auch auf MS-DOS erweiterbar
- Multi I/O (MIO) Interface: u. a. Anschluss von SASI/SCSI-Festplatte möglich
- CSS Black Box Interface: u. a. Anschluss von SASI/SCSI-Festplatte möglich

## Atari XL

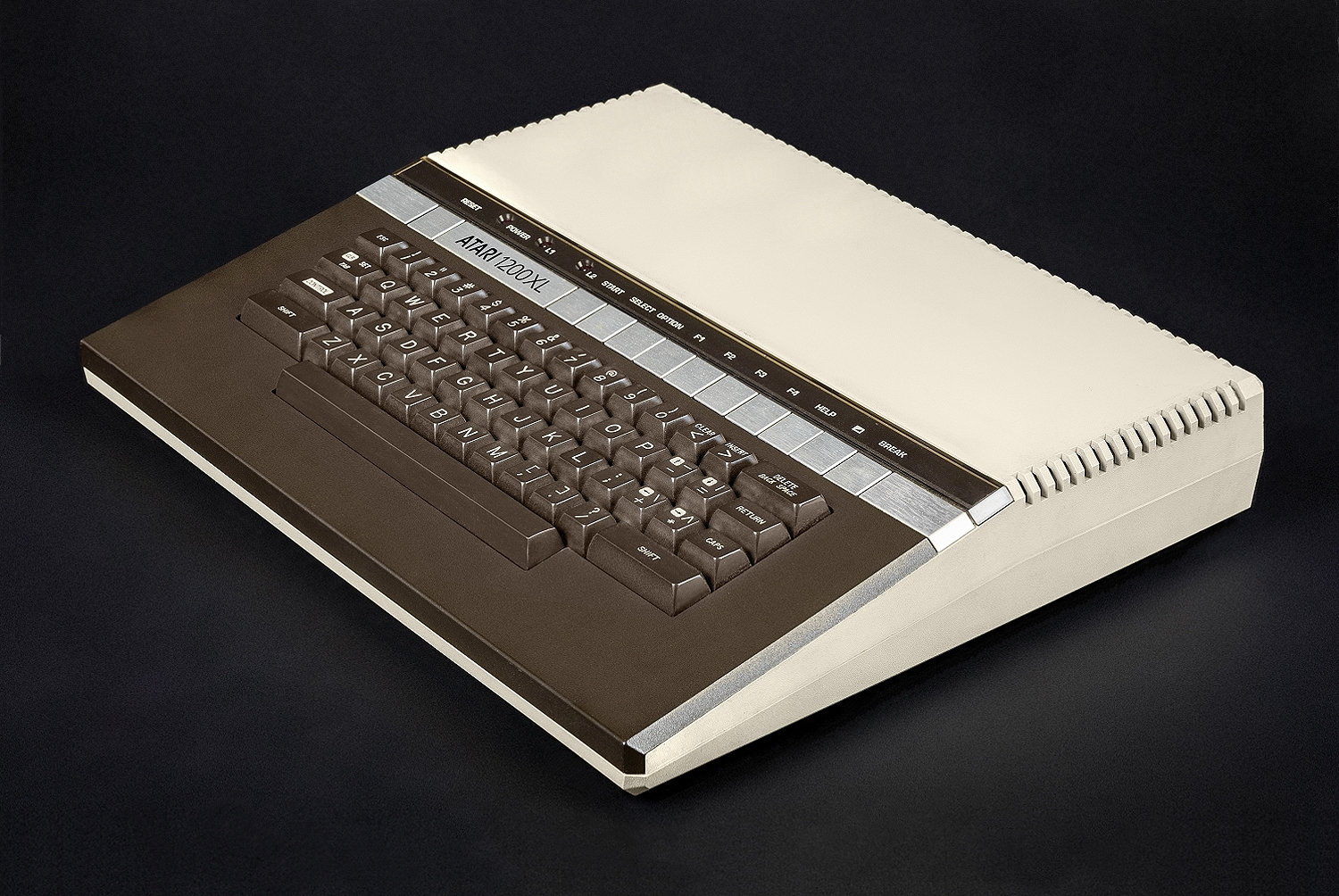
Atari 1200XL

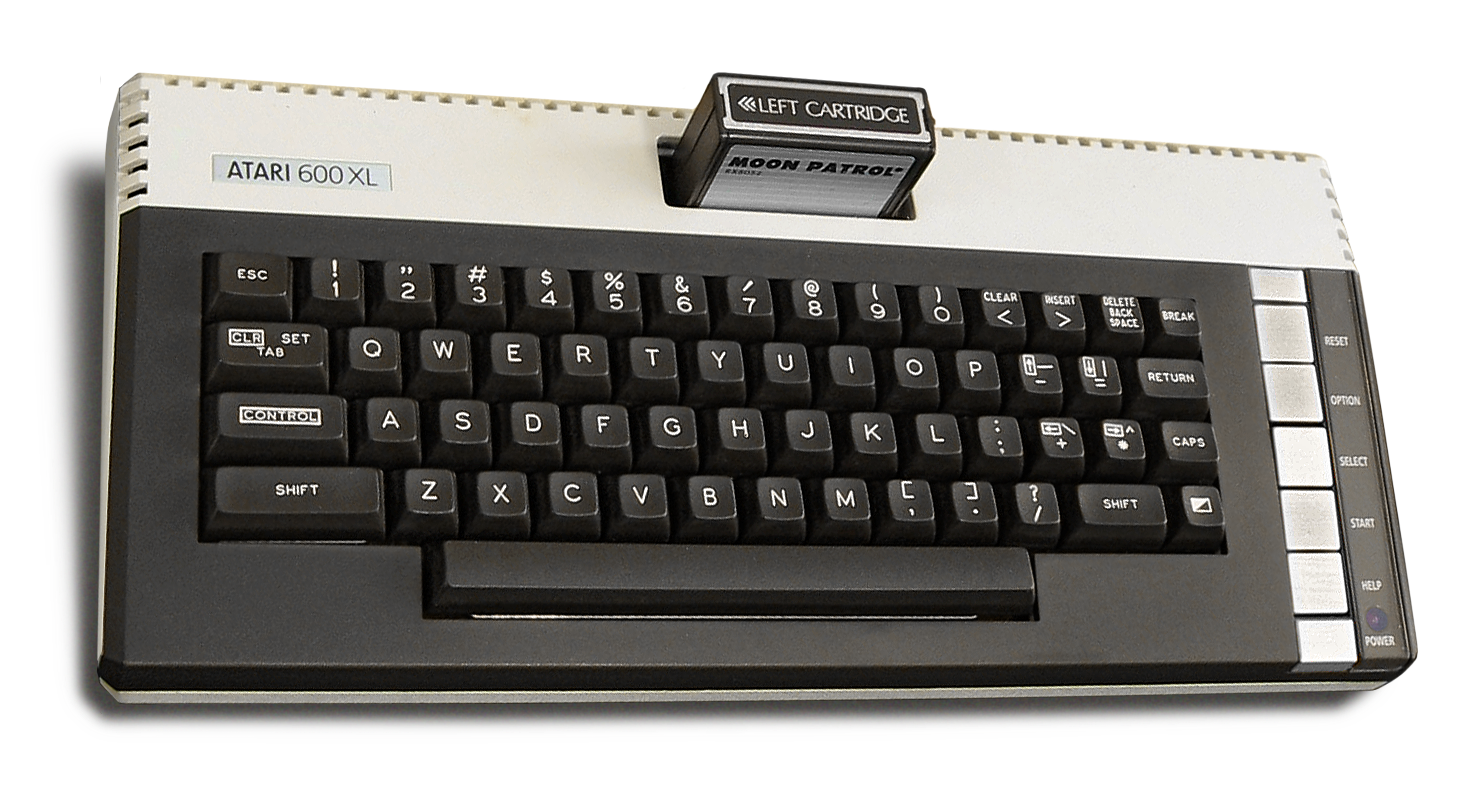
Atari 600XL

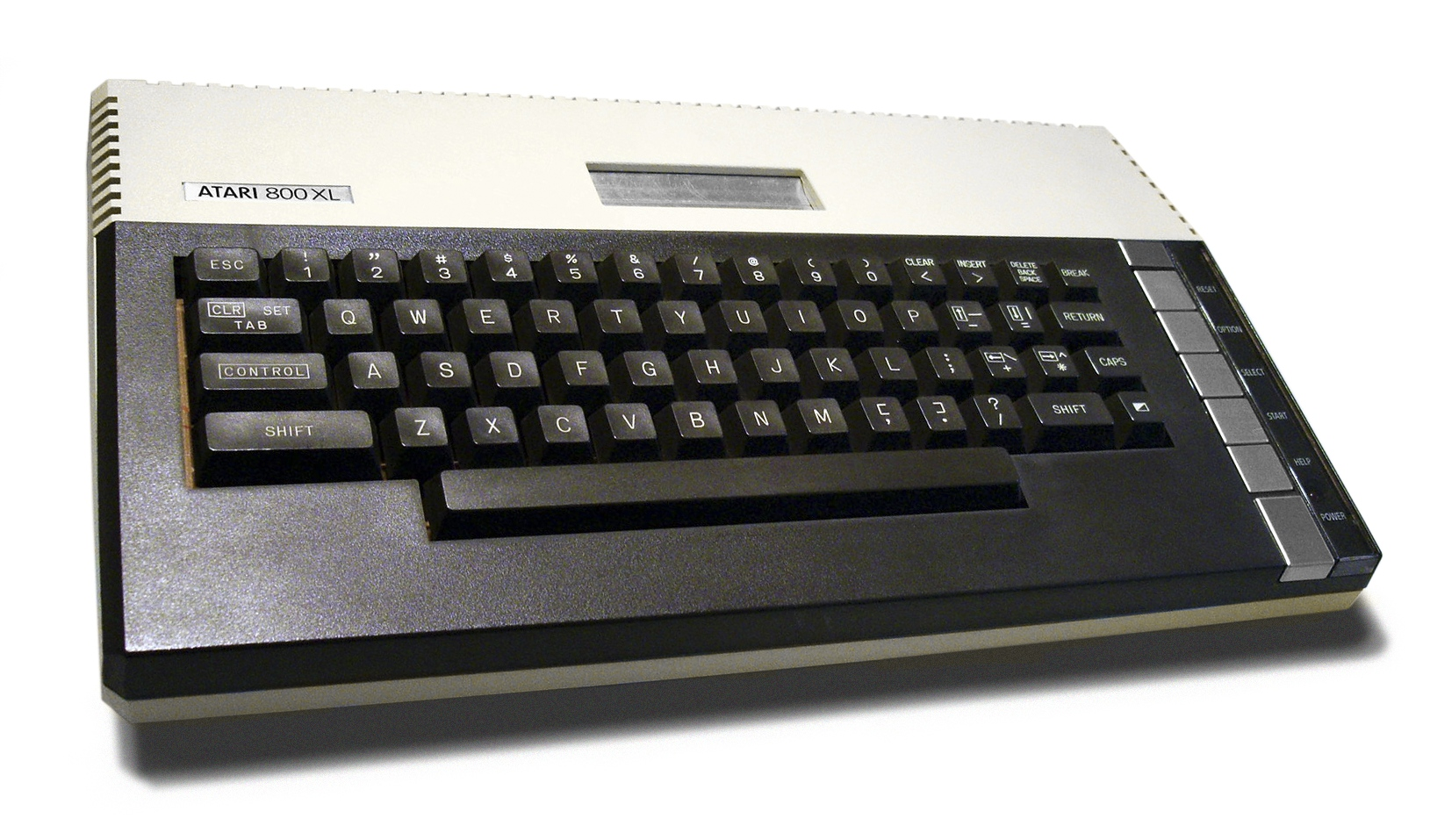
Atari 800XL

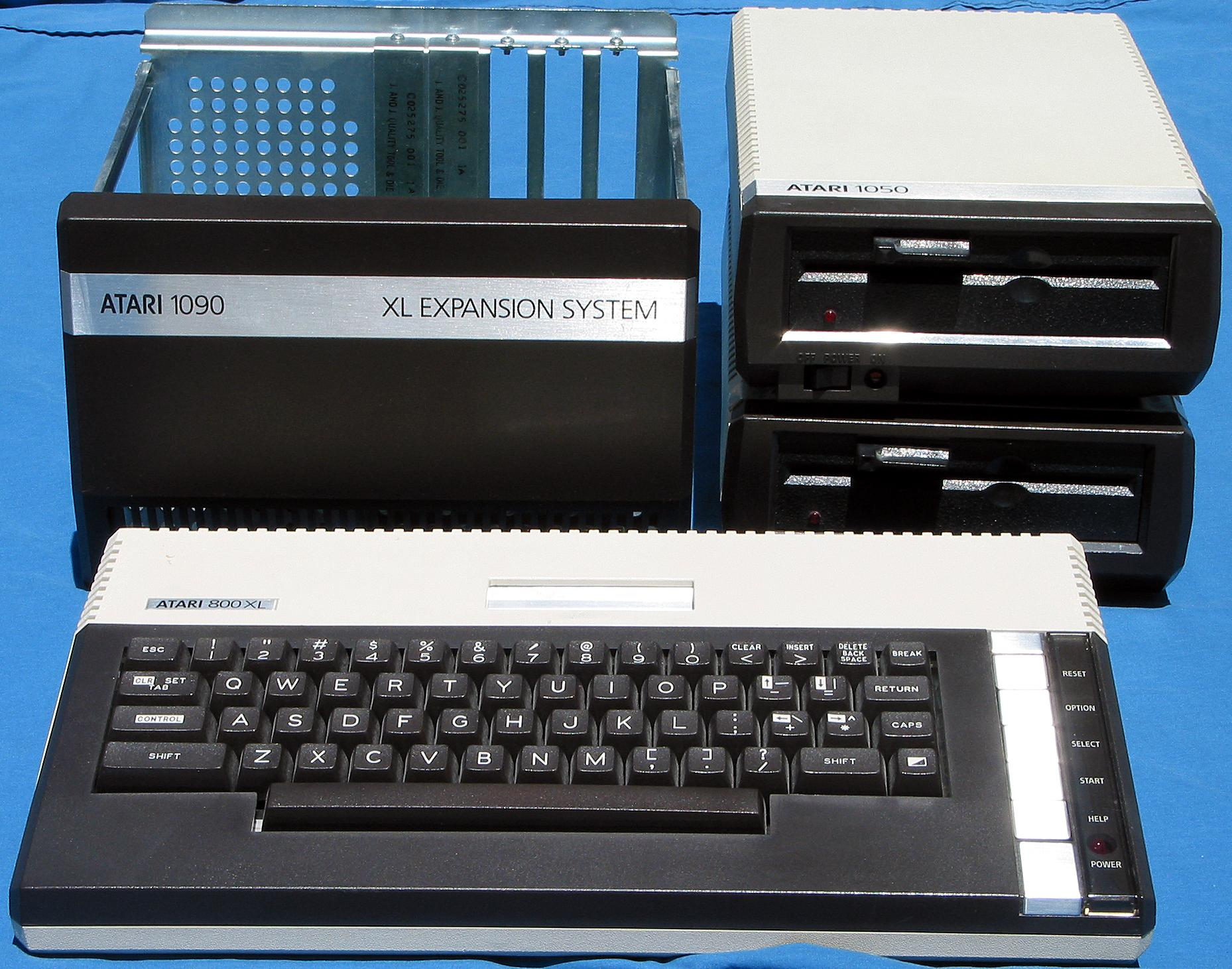
Atari 800XL mit Floppy 1050 und Erweiterungsmodul 1090XL

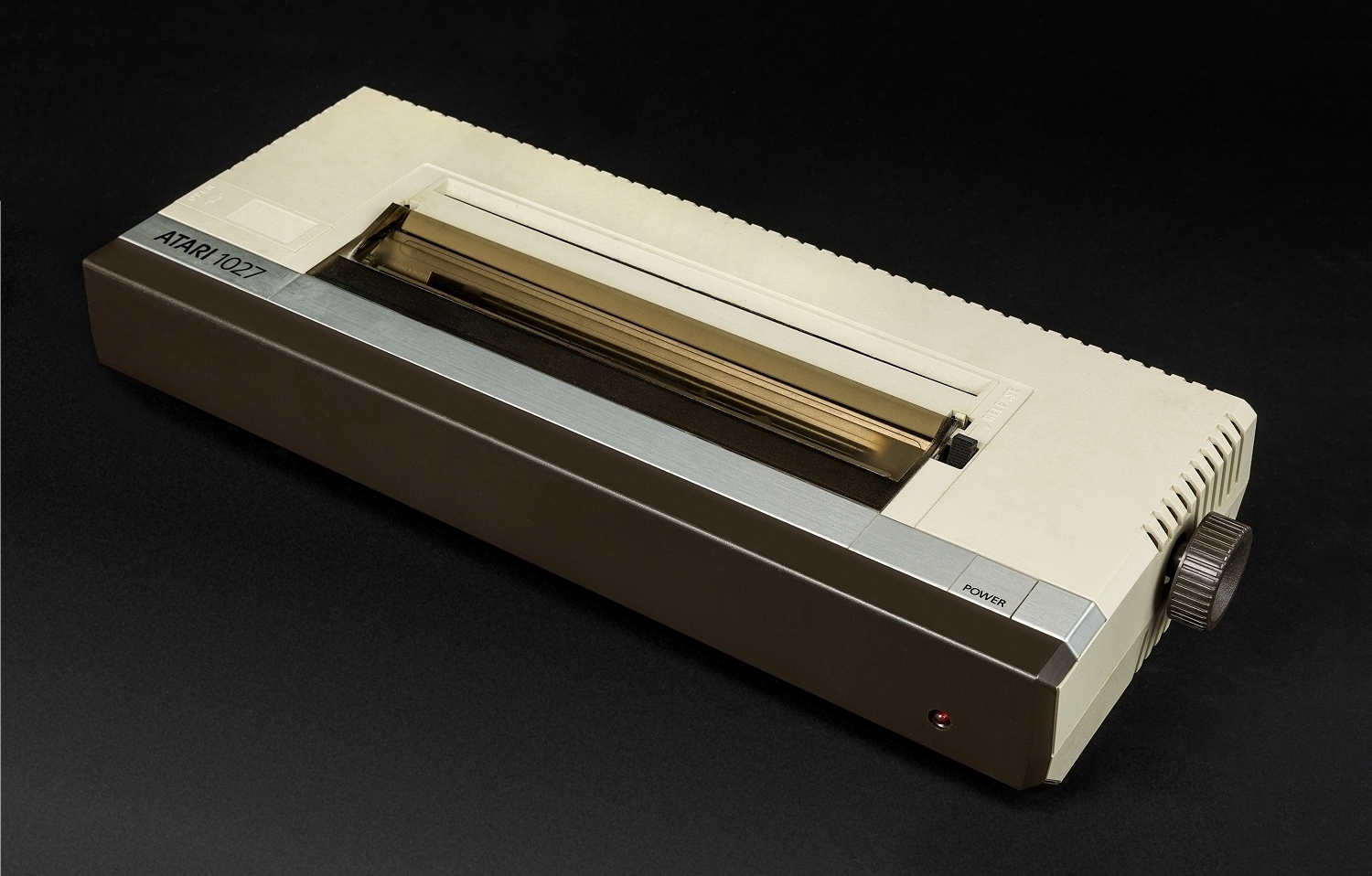
Drucker 1027

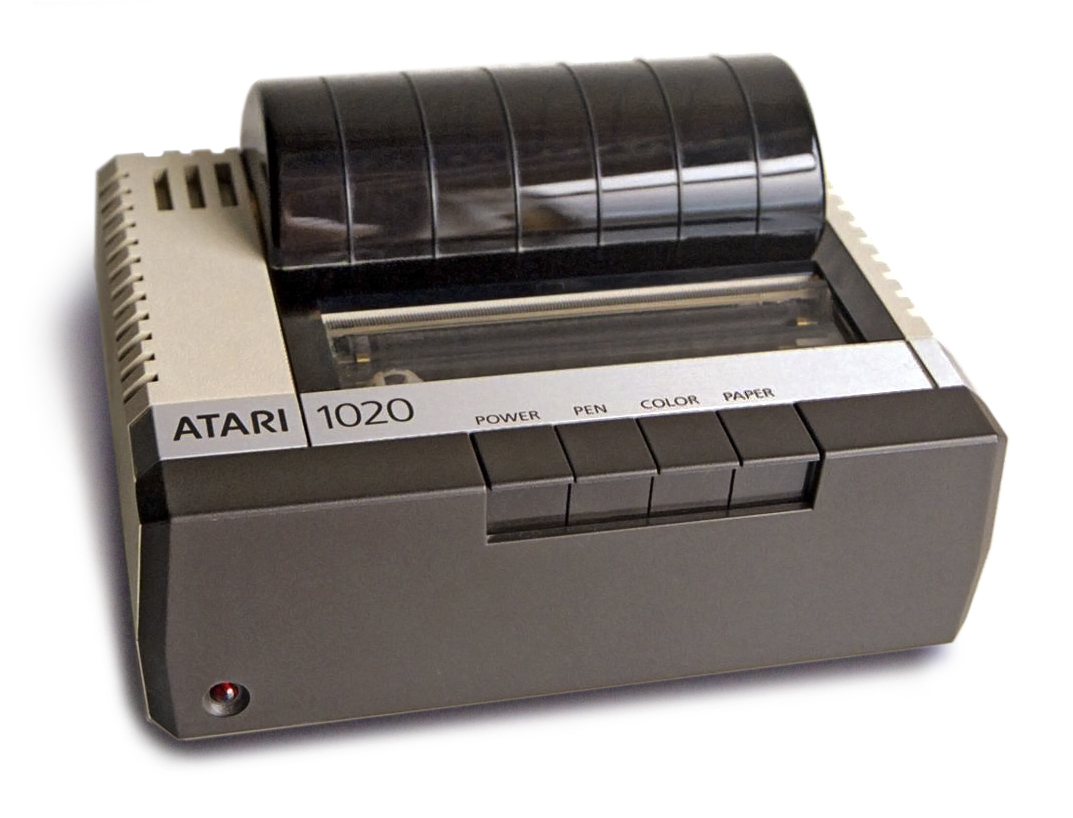
Plotter 1020

Als Antwort auf die rasch wachsende Konkurrenz im Heimcomputerbereich insbesondere durch den Commodore 64 und die Spectrum-Computer brachte Atari 1982 das erste Modell der XL-Baureihe (aus dem englischen „eXtended Line“ gebildetes Akronym) auf den Markt: den Atari 1200XL. Auf einer Pressekonferenz in New York City am 13. Dezember 1982 erstmals angekündigt wurde die umbenannte 1200XL auf der Winter CES vom 6. bis 9. Januar 1983 vorgestellt und im März 1983 ausgeliefert. Dieses Modell wurde wegen Kompatibilitätsproblemen mit der alten Baureihe alsbald wieder vom Markt genommen und 1983 durch die Modelle 600XL (16 KB RAM) und 800XL (64 KB RAM) ersetzt.
Die elektronische Architektur der XL-Computer unterscheidet sich nur geringfügig von der der 400/800-Baureihe. Es kamen lediglich einige Veränderungen in der Speicherverwaltung (OS ausblendbar), die nun ab Werk eingebaute Programmiersprache Atari-BASIC und ein nach außen geführtes Parallel Bus Interface (PBI), um Erweiterungen effizienter anbinden zu können, hinzu. Zudem wurde die Anzahl gleichzeitig anschließbarer Joysticks auf nur noch zwei beschränkt. Die XL-Computer und deren Peripherie weisen deutlich verschlankte und weniger verspielte Gehäuse auf.
Die Entwicklung der XL-Baureihe wurde bis 1984 weitergeführt. Während dieser Zeit entstand eine Reihe von Konzeptstudien und Prototypen (die Bürocomputer 1400XL und 1450XLD, das Erweiterungsmodul 1090XL, diverse Diskettenstationen auch für Disketten im 3½"-Format, CP/M-Module usw.), die sich durch Details wie integrierte elektronische Spracherzeugung oder auch für damalige Verhältnisse sehr schnelle Modems auszeichneten. Diese und weitere Entwicklungsprojekte wie der 1650XLD (mit 80186-Emulation), der 1850XLD (Codename „Lorraine“; in Zusammenarbeit mit Amiga Inc., die wenig später von Commodore gekauft wurde) und der über einen Musiksynthesizer verfügende 900XLA brachten es aufgrund von Änderungen in Ataris Entwicklungsphilosophie nie zur Marktreife.

### Peripheriegeräte von Atari

#### Datenspeicherung
- Kassettenstation 1010 (Übertragungsrate: 600 Baud; simultaner Audio- und Datenkanal; Speicherkapazität: ca. 100 KB pro 60-min-Kassette)
- Diskettenstation 1050 (Diskettenformat: 5¼"; Übertragungsrate: 19.200 Baud; Speicherkapazität: ab Werk bis zu 130 KB pro Diskettenseite, mit Austausch-Firmware bis zu 180 KB; außerdem Kompatibilitätsmodus für 810-Format mit 90 KB; Verwendung der Rückseite durch Wenden möglich.)

#### Drucker
- Plotter 1020 (4 Farben; 40- oder 80 Zeichen; benötigt Rollenpapier; ALPS-Mechanik baugleich mit Commodore 1520)
- Nadeldrucker 1025 (s/w; 5×7 Matrix)
- Nadeldrucker 1029 (s/w; 7×7 Matrix; programmierbar)
- Typenraddrucker 1027 (s/w; Schriftsatz Prestige Elite 12)

#### Datenfernübertragung
- Modem 1030 (Übertragungsrate: 300 Baud; in Deutschland wegen fehlender Postzulassung nicht verkauft)

#### Sonstige Peripherie (Auswahl)
- Trackball CX80
- Maltafel CX77
- Lichtgriffel CX75
- Speichererweiterung 1064 (extern; nur für 600XL)

### Peripherie und Zubehör von Drittanbietern (Auswahl)
- Zubehör Computer: Turbo Freezer: zum „Einfrieren“ von laufenden Programmen, damit kann z. B. von jedem Spiel zu jeder Zeit der Spielstand abgespeichert werden; außerdem ist es möglich, laufende Programme zu manipulieren, um z. B. bei Computerspielen unbegrenzte Leben zu erhalten. Der von B. Engl in den 80er Jahren entwickelte „Turbo Freezer“ wurde 2004–2005 von einer kleinen Gruppe Enthusiasten um den ABBUC-Computerclub mit aktueller Hardware neu entwickelt und wesentlich erweitert.
- Zubehör Computer: SIO2USB zur Verbindung eines ATARI mit ATR-Diskettenimages auf einem USB-Stick, in dem die Dateien als virtuelle Laufwerke eingebunden werden. Die ATR-Diskettenimages können mit einem PC auf den USB-Stick übertragen bzw. von ihm gelesen werden. Ebenfalls können reale Disketten von einem ATARI-Laufwerk auf den USB-Stick als ATR-Diskettenimages kopiert werden.
- Zubehör Diskettenstation: 1050 Turbo zur Erhöhung des Datendurchsatzes und der Schreibdichte, optionales Druckerkabel, um Standard-PC-Drucker anzuschließen.[8]
- Zubehör Diskettenstation: Speedy 1050 zur Erhöhung des Datendurchsatzes und der Schreibdichte.
- Zubehör Drucker: Compyshop Centronics-Schnittstelle zur Verbindung eines ATARI mit einem beliebigen EPSON-kompatiblen Drucker (siehe ESC/P).

## Atari XE

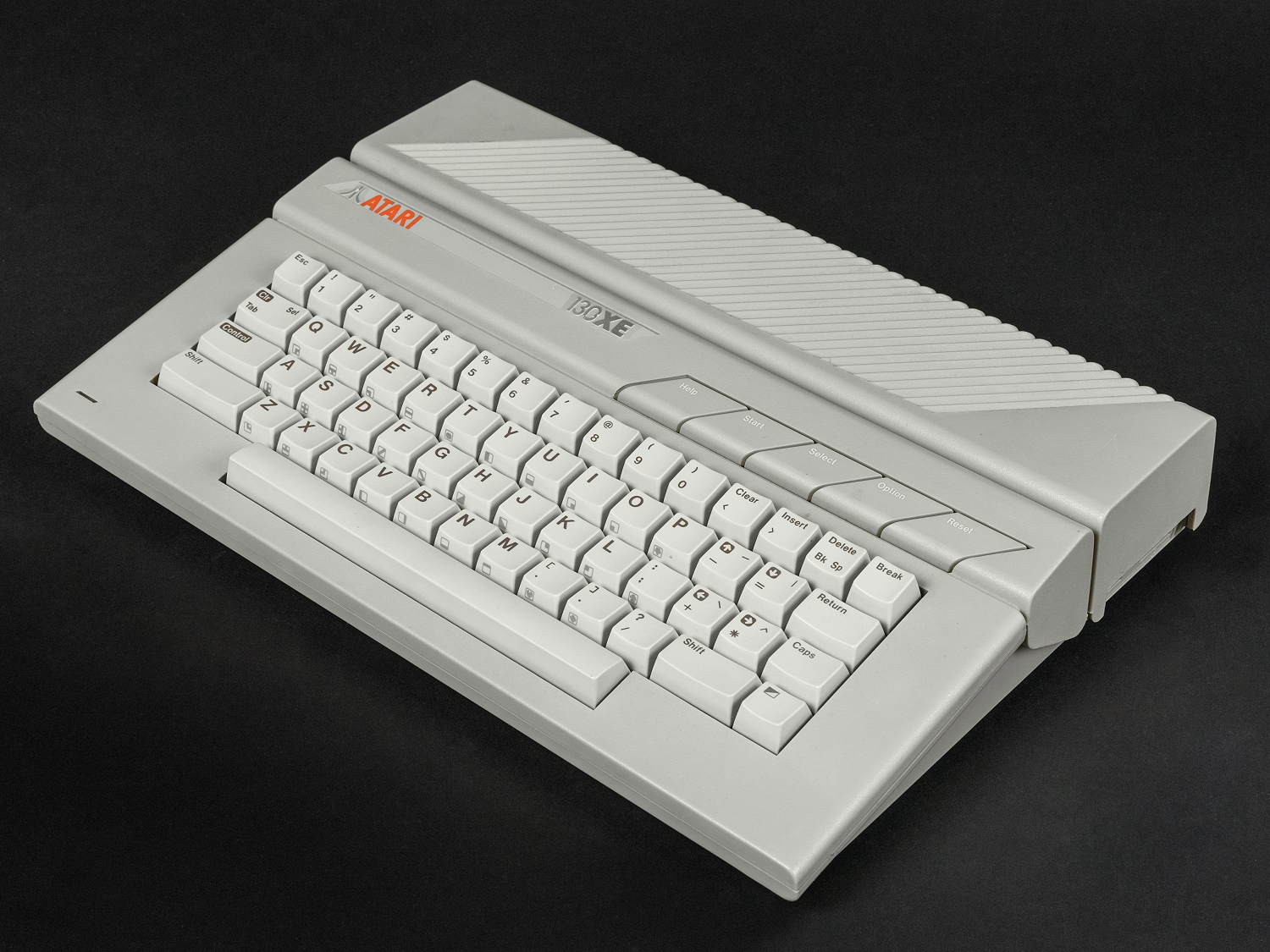
Atari 130XE

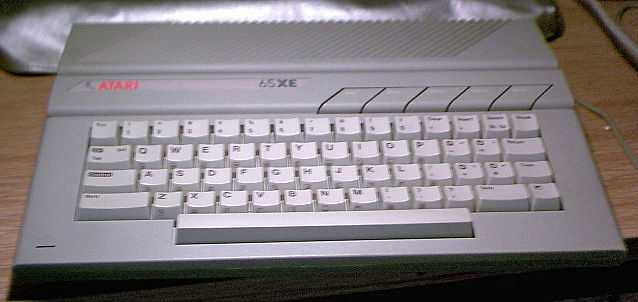
Atari 65 XE

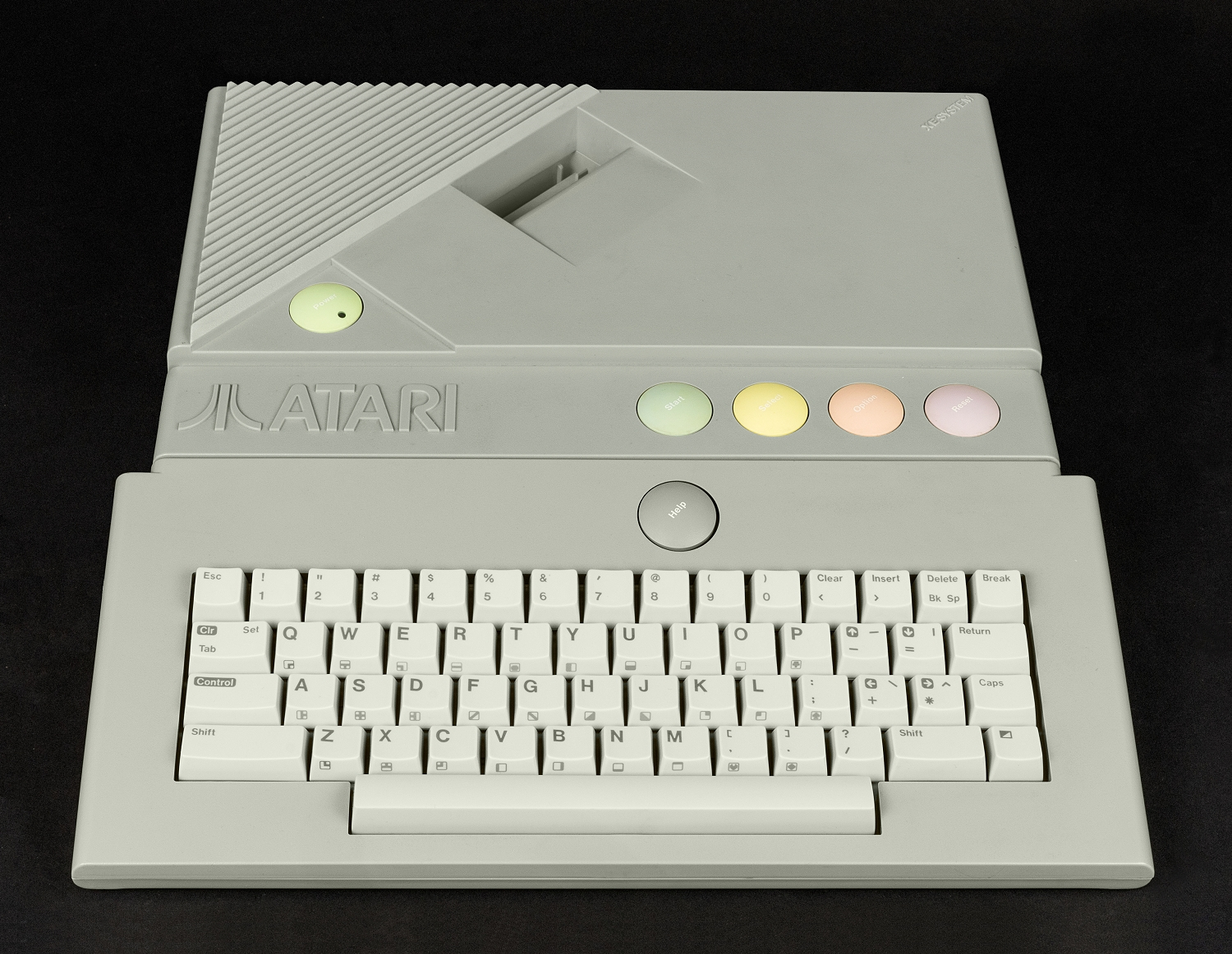
Atari XE Game System mit Tastatur

Aus der Atari, Inc. ging nach dem Video Game Crash 1984 die Heimcomputersparte als Atari Corporation hervor. Im Rahmen der Einführung der ST-Baureihe wurde 1985 auch die 6502-CPU-basierte Produktpalette aufgefrischt – Atari lieferte nun die XE-Modelle (Akronym aus eXtended line Enhanced"), die mit einer moderneren, an der ST-Baureihe orientierten Gestaltung der Gehäuse aufwarten konnten. Die technischen Änderungen gegenüber der XL-Baureihe beschränkten sich im Wesentlichen auf einen weiteren Ausbau der RAM-Minimalkonfiguration (64 KB beim 65XE und 800XE; 128 KB beim 130XE) und einige Veränderungen zur Senkung der Produktionskosten. Dabei wurde der nach außen geführte Parallelbus durch einen schlankeren, aber nicht kompatiblen Expansionsport ersetzt und qualitativ minderwertige Tastaturen eingebaut. Dies erschwerte den effizienten Einsatz im Heimanwenderbereich und führte zur Abwanderung einer großen Kundengruppe hin zur ST-Baureihe oder zur Konkurrenz. Dem Kostendruck zum Opfer fielen auch vielversprechende Projekte wie eine portable Version des 65XE (65XEP) sowie eine mit dem Synthesizer-Spezialbaustein AMY bestückte Variante (65XEM), weiterhin Peripheriegeräte wie 3½"-Diskettenlaufwerke (XF351), Monitore (XC1411) und Farbdrucker (XTM201, XTC201).
Ebenfalls zur Produktpalette der XE-Baureihe ist das durch eine externe Tastatureinheit zu einem vollwertigen XE-Computer erweiterbare Game-System (XEGS) zu zählen. Das XEGS gilt als Versuch Ataris, Nintendos NES und Segas Master System Marktanteile abzunehmen.
Die allgemein nachlassende Nachfrage im Bereich des 8-Bit-Computersegments in den USA, schlechte Bewerbung der Produkte in Europa, fehlende leistungsstarke Peripherie, schlechte Verarbeitung und mangelnde Unterstützung durch Fremdhersteller – insbesondere im Spielebereich – führte zu im Vergleich zur 400/800- und XL-Baureihe geringen Verkaufszahlen, wobei der für den damaligen Ostblock produzierte Atari 800XE eine Ausnahme bildete. Die Produktion der XE-Baureihe wurde im Jahr 1992 eingestellt.

### Peripherie von Atari

#### Datenspeicherung

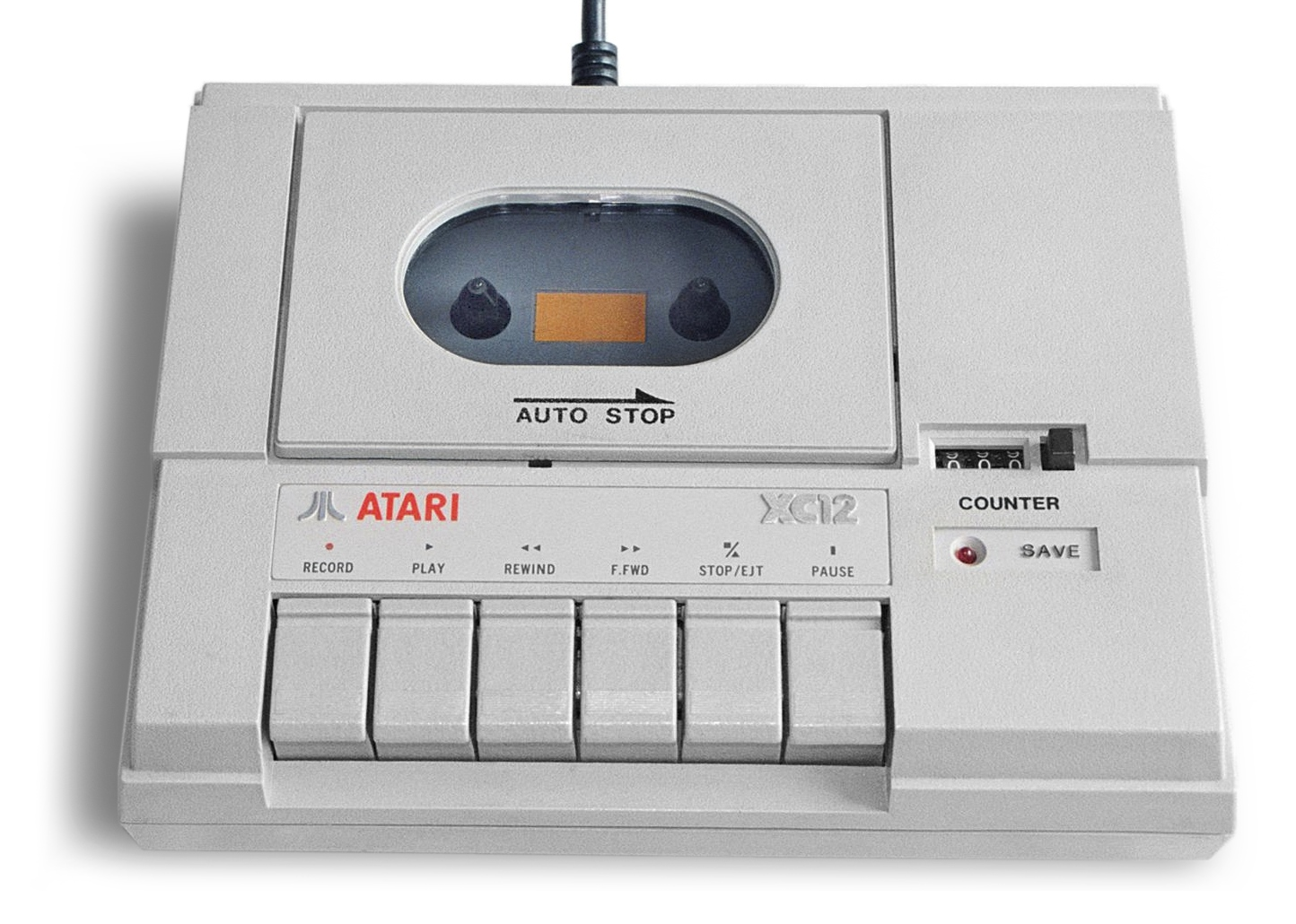
Atari XC12

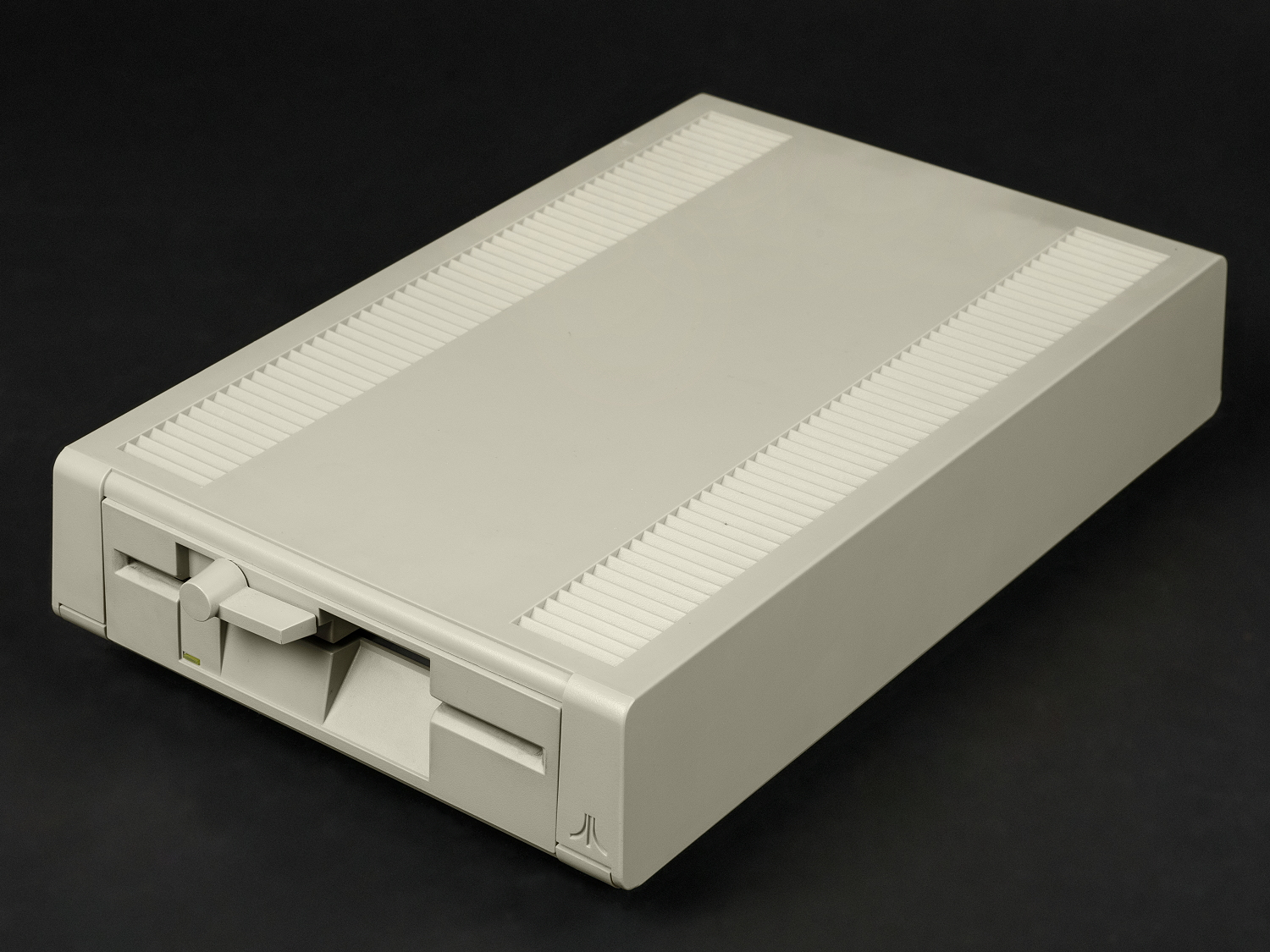
Atari XF551

- Kassettenstation XC11 (Übertragungsrate: 600 Baud; simultaner Audio- und Datenkanal; Speicherkapazität: etwa 100 KB pro 60-min-Kassette)
- Kassettenstation XC12 (Übertragungsrate: 600 Baud; simultaner Audio- und Datenkanal; Speicherkapazität: etwa 100 KB pro 60-min-Kassette; Endglied der SIO-Kette)
- Diskettenstation XF551 (Diskettenformat: 5¼"; Übertragungsrate: ab 19.200 Baud; Speicherkapazität: bis zu 180 KB pro Diskettenseite mit Wenden bzw. 360 KB DSDD ohne Wenden. Kompatibilitätsmodi für 1050 und 810 mit 130 bzw. 90 KB pro Seite. Manche XF551, dies hängt vom Typ der Laufwerksmechanik ab, erlauben nicht das Verwenden der Rückseite durch Wenden, sondern nur durch beidseitige Aufzeichnung. Diese Laufwerke sind damit nicht kompatibel zu Disketten, die auf früheren Laufwerkstypen beidseitig aufgezeichnet wurden.)

#### Drucker
- Typenraddrucker Atari XDM121 (s/w; 80 Zeichen)
- Nadeldrucker XMM801 (s/w; 80 Zeichen)

#### Datenfernübertragung
- Modem XM301 (Übertragungsrate: 300 Baud; Endglied der SIO-Kette)
- Modem SX212 (Übertragungsrate: 1200 Baud, besitzt SIO- und serielle Schnittstellen)

#### Sonstige Peripherie (Auswahl)
- Interface Atari XEP80 80-Zeichen-Erweiterung mit Parallelport
- Lichtpistole Atari XG-1
- Atari Mindlink (Computersteuerung per Gedanken, kam nicht über den Prototypen-Status hinaus)

## Technische Daten
|                    | Atari 400                                          | Atari 800                               | Atari 1200XL                            | Atari 600XL                             | Atari 800XL                             | Atari 65XE/800XE                        | Atari 130XE                             |                            |
| ------------------ | -------------------------------------------------- | --------------------------------------- | --------------------------------------- | --------------------------------------- | --------------------------------------- | --------------------------------------- | --------------------------------------- | -------------------------- |
| CPU a              | 6502B (entspr. MOS 6502A)                          | 6502B (entspr. MOS 6502A)               | 6502C („SALLY“)                         | 6502C („SALLY“)                         | 6502C („SALLY“)                         | 6502C („SALLY“)                         | 6502C („SALLY“)                         |                            |
| Takt (NTSC)        | 1,789773 MHz (½·NTSC-Farbträger)                   | 1,789773 MHz (½·NTSC-Farbträger)        | 1,789773 MHz (½·NTSC-Farbträger)        | 1,789773 MHz (½·NTSC-Farbträger)        | 1,789773 MHz (½·NTSC-Farbträger)        | 1,789773 MHz (½·NTSC-Farbträger)        | 1,789773 MHz (½·NTSC-Farbträger)        |                            |
| Takt (PAL)         | 1,773448 MHz                                       | 1,773448 MHz                            | – b                                     | 1,773448 MHz (⅖·PAL-Farbträger)         | 1,773448 MHz (⅖·PAL-Farbträger)         | 1,773448 MHz (⅖·PAL-Farbträger)         | 1,773448 MHz (⅖·PAL-Farbträger)         |                            |
| RAM                | 16 KB                                              | 48 KB                                   | 64 KB                                   | 16 KB                                   | 64 KB                                   | 64 KB                                   | 128 KB                                  |                            |
| ROM                | 10 kB                                              | 10 kB                                   | 16 kB                                   | 24 kB                                   | 24 kB                                   | 24 kB                                   | 24 kB                                   |                            |
| Sound              | vier Soundkanäle (mono)                            | vier Soundkanäle (mono)                 | vier Soundkanäle (mono)                 | vier Soundkanäle (mono)                 | vier Soundkanäle (mono)                 | vier Soundkanäle (mono)                 | vier Soundkanäle (mono)                 |                            |
| max. Auflösung     | 320 × 192 / 352 × 240 im Overscan-Modus            | 320 × 192 / 352 × 240 im Overscan-Modus | 320 × 192 / 352 × 240 im Overscan-Modus | 320 × 192 / 352 × 240 im Overscan-Modus | 320 × 192 / 352 × 240 im Overscan-Modus | 320 × 192 / 352 × 240 im Overscan-Modus | 320 × 192 / 352 × 240 im Overscan-Modus |                            |
| Farbpalette        | 128/256 Farben c                                   | 128/256 Farben c                        | 256 Farben                              | 256 Farben                              | 256 Farben                              | 256 Farben                              | 256 Farben                              |                            |
| Spezial- bausteine | CTIA / GTIA c                                      | CTIA / GTIA c                           | GTIA (Grafik)                           | GTIA (Grafik)                           | GTIA (Grafik)                           | GTIA (Grafik)                           | GTIA (Grafik)                           |                            |
| Spezial- bausteine | ANTIC (Tastatur, Grafik)                           |                                         |                                         |                                         |                                         |                                         |                                         |                            |
| Spezial- bausteine | POKEY (Tonerzeugung, Interrupterzeugung, Tastatur) |                                         |                                         |                                         |                                         |                                         |                                         |                            |
| Spezial- bausteine | –                                                  | –                                       | –                                       | –                                       | –                                       | FREDDIE (Speicherverwaltung)            | FREDDIE (Speicherverwaltung)            |                            |
| Joystick           | 4 Anschlüsse                                       | 4 Anschlüsse                            | 2 Anschlüsse                            | 2 Anschlüsse                            | 2 Anschlüsse                            | 2 Anschlüsse                            | 2 Anschlüsse                            |                            |
| PBI d              | Rotes X oder Kreuzchensymbol für nein              | Rotes X oder Kreuzchensymbol für nein   | Rotes X oder Kreuzchensymbol für nein   | Grünes Häkchensymbol für ja             | Grünes Häkchensymbol für ja             | Grünes Häkchensymbol für ja             | Grünes Häkchensymbol für ja             |                            |
| TV-Ausgang         | Grünes Häkchensymbol für ja                        | Grünes Häkchensymbol für ja             | Grünes Häkchensymbol für ja             | Grünes Häkchensymbol für ja             | Grünes Häkchensymbol für ja             | Grünes Häkchensymbol für ja             | Grünes Häkchensymbol für ja             |                            |
| Monitor            | Rotes X oder Kreuzchensymbol für nein              | Grünes Häkchensymbol für ja             | Grünes Häkchensymbol für ja             | Grünes Häkchensymbol für ja             | Grünes Häkchensymbol für ja             | Grünes Häkchensymbol für ja             | Grünes Häkchensymbol für ja             |                            |
| Tastatur           | Folien- tastatur                                   | Schreibmaschinen- tastatur              | Schreibmaschinen- tastatur              | Schreibmaschinen- tastatur              | Schreibmaschinen- tastatur              | Schreibmaschinen- tastatur              | Schreibmaschinen- tastatur              | Schreibmaschinen- tastatur |
| Tasten             | 57                                                 | 57                                      | 57                                      | 57                                      | 57                                      | 57                                      | 57                                      |                            |
| Funktionstasten    | 4                                                  | 4                                       | 11                                      | 5                                       | 5                                       | 5                                       | 5                                       |                            |

## Emulation
Auf modernen Computern kann vorhandene Software in Form von Disketten-, Kassetten- und Modulabbildern sowie Atari-Executables auf Emulatoren wie dem Atari800 ausgeführt werden.